# Непорочное зачатие Девы Марии

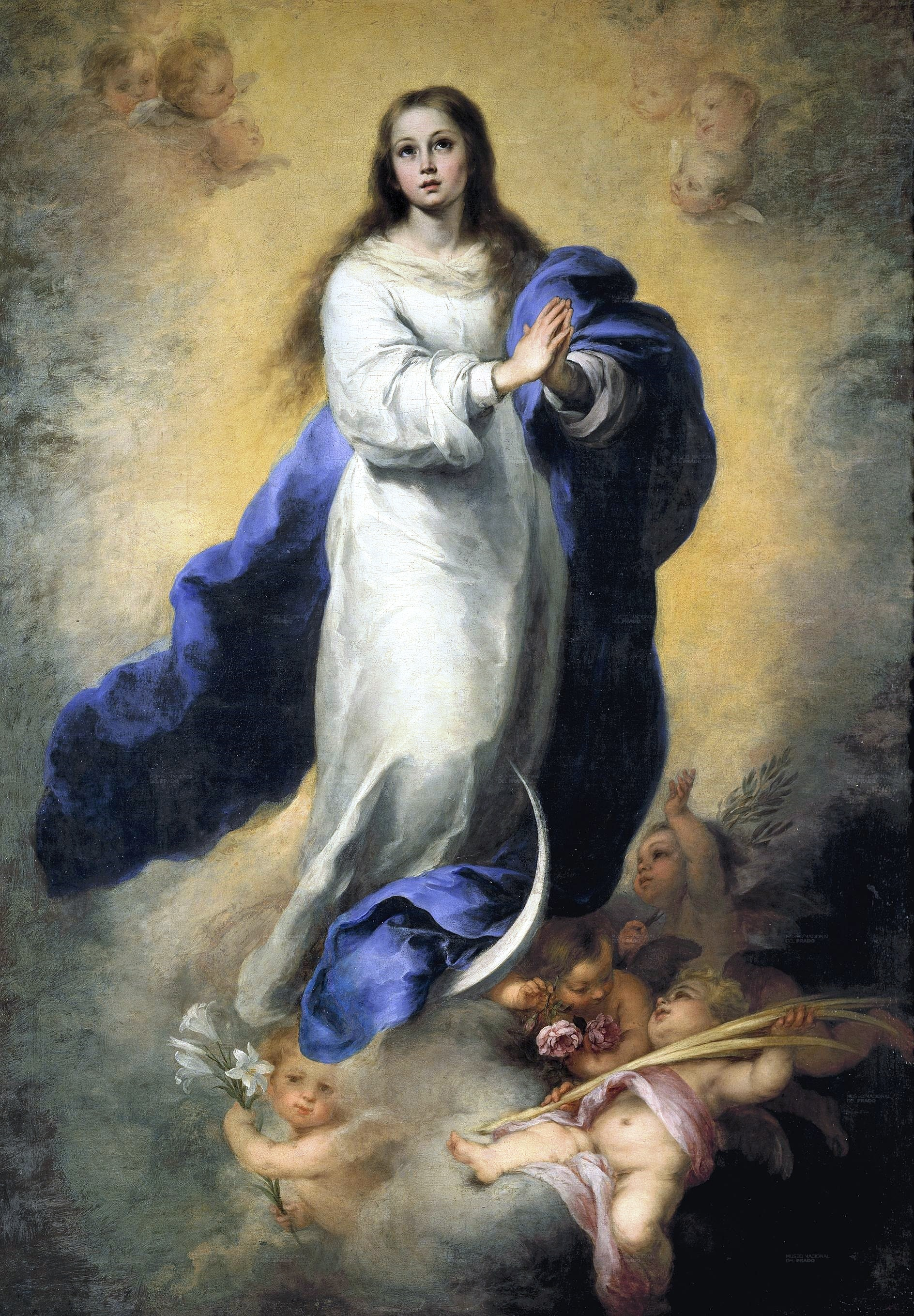
«Непорочное зачатие», картина Мурильо. Иконография включает изображение Марии, парящей в небесах на полумесяце

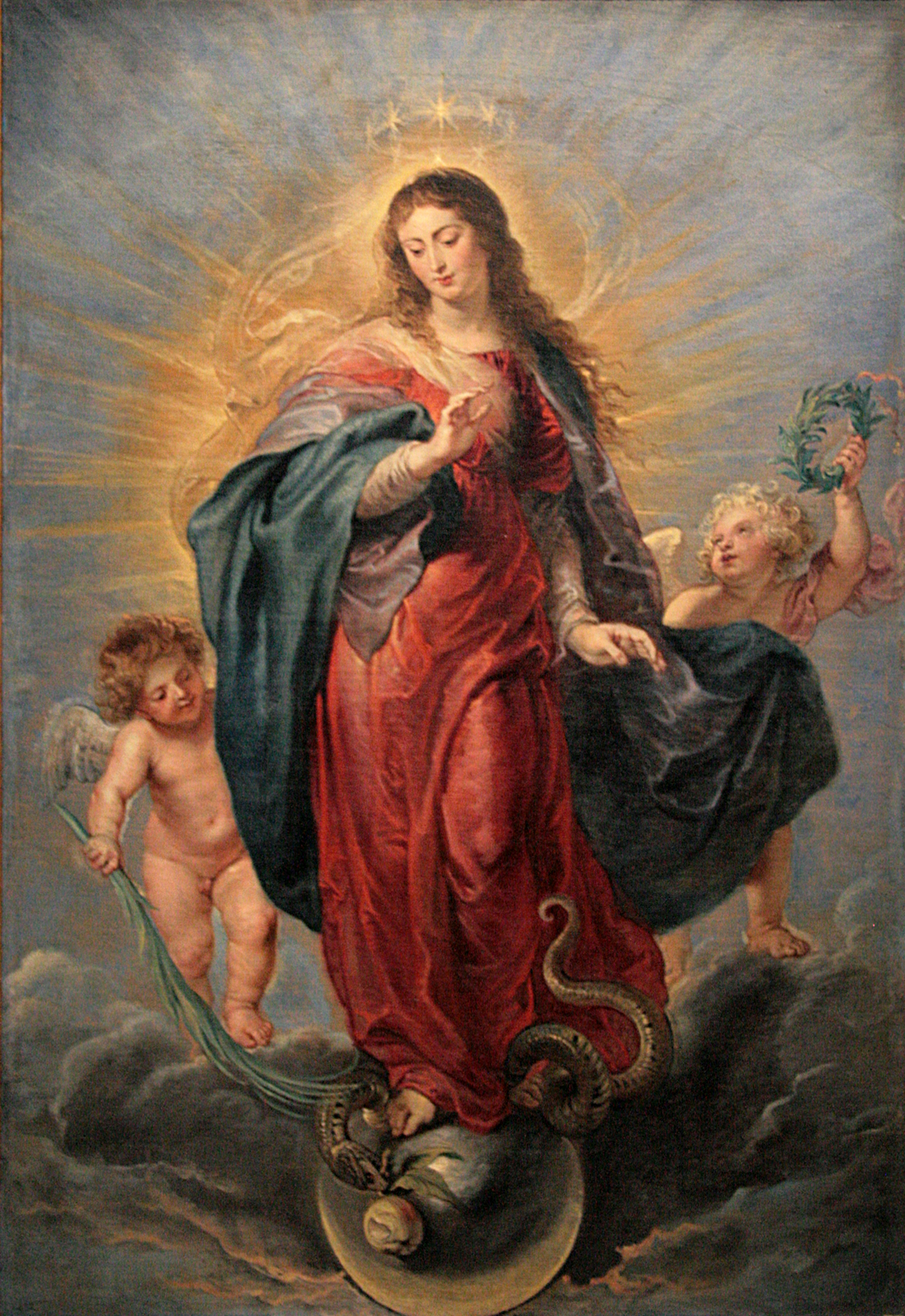
«Непорочное зачатие», Питера Пауля Рубенса в Прадо

Непоро́чное зача́тие Де́вы Мари́и (лат. Immaculata conceptio) — догмат в католицизме, согласно которому Дева Мария была зачата от обычных родителей — Анны и Иоакима, но не унаследовала первородный грех. Догмат провозглашён 8 декабря 1854 года папой Пием IX в булле Ineffabilis Deus и не признаётся иными христианскими конфессиями.

## История формулирования и принятия догмата
Особое почитание Богородицы закрепилось в христианской традиции в святоотеческую эпоху. Согласно учению Католической церкви, догмат о Непорочном зачатии Девы Марии, как и другие догматы Церкви, есть догматическое закрепление веры, присутствовавшей ранее среди народа как Священное предание.
Наиболее раннее свидетельство доктрины Непорочного зачатия Девы Марии в сформулированном виде содержится в трактате Эдмера, биографа святого Ансельма Кентерберийского, De Conceptione Sanctae Mariae (XII в). Эта доктрина, однако, оспаривалась Бернардом Клервоским, Александром Гэльским, Бонавентурой. Последние, хотя и верили в чистоту Девы Марии, не соглашались с утверждением о благодатной защите её от первородного греха во время зачатия, усматривая в этом противоречие с учением об искуплении Иисусом Христом всех людей. Устранение данного противоречия обосновывается в трудах Уильяма Уэрского (William of Ware) и особенно Иоанна Дунса Скота, который полагал, что Мария была освобождена от первородного греха в предвидении будущего искупления Иисусом Христом. Полемика по предмету продолжалась и далее. 
Первая (неудачная) попытка принятия догмата была предпринята на Базельском соборе, где догмат был утверждён в сентябре 1439 года уже после того, как собор был перенесён в Феррару, а потому не принят Церковью. В 1476 году Папа Сикст IV запретил противоположным сторонам обвинять друг друга в ереси.
Тридентский собор (1545─1563) признавал вопрос о безгрешности Марии нерешённым. В 1617 году папа Павел V запретил публично опровергать Непорочное зачатие. Папа Григорий XV заявил, что Святой Дух не открыл Церкви всей тайны Непорочного зачатия, однако ещё более ужесточил запрет Павла V, распространив его на любые утверждения против этой доктрины в письменной форме.
Изложение учения о непорочном зачатии содержится в булле папы Александра VII «Sollicitudo omnium ecclesiarum» (1661), которая, однако, не провозглашала однозначного догматического определения; в 1708 году буллой папы Климента XI учреждено всецерковное празднование Непорочного Зачатия Богородицы.
Исторически в самой Католической церкви против догмата непорочного зачатия Богородицы, следуя мнению по данному вопросу Фомы Аквинского, выступал Доминиканский орден.

## Догматическое определение
8 декабря 1854 года папа Пий IX издал буллу Ineffabilis Deus, в которой говорилось:

«…Мы заявляем, провозглашаем и определяем, что учение, которое придерживается того, что Блаженная Дева Мария была с самого первого момента Своего Зачатия, особой благодатью и расположением Всемогущего Бога, ввиду заслуг Иисуса Христа, Спасителя рода человеческого, сохранена не запятнанной никаким пятном первородного греха, является учением, явленным в Откровении Богом, и потому в него должно твердо и постоянно верить всем верным. Эта „сияющая и совершенно уникальная святость“, которой Она „одарена с первого мига Своего зачатия“, целиком дана ей Христом: Она „искуплена возвышеннейшим образом в предвидении заслуг Её Сына“».
Хотя догмат о непогрешимости папы был установлен (провозглашён) позже (1870), чем догмат о непорочном зачатии, считается, что догматическое определение Непорочного зачатия Девы Марии соответствует всем условиям Ex cathedra, а потому на него распространяется догматическая безошибочность.

## Апологетические ссылки
В конституции Ineffabilis Deus папа Пий IX обращается прежде всего к так называемому протоевангелию, содержащемуся в словах, обращённых к змею: «И вражду положу между тобою и между женой, и между семенем твоим и между семенем её; оно будет поражать тебя в голову» (Быт. 3:15). Согласно католическому пониманию, в этих словах заключено пророчество о женщине, которая будет находиться во вражде с сатаной, поскольку будет свободна от греха. Некоторые католические богословы также считают, что слова Архангела Гавриила: «Радуйся, благодатная, Господь с Тобою» подразумевают особенную благодать, дарованную Марии в сохранении от греха. Аналогичным образом понимаются также слова Песни Песней: «Вся ты прекрасна, возлюбленная моя, и пятна нет на тебе».
Католическое богословие ссылается также на высказывания многих Отцов Церкви. В православной традиции, однако, эти высказывания понимаются как свидетельства непорочности Марии в значении её особенной личной святости, но не в значении предохранения от первородного греха. Это находит отражение и в богослужении византийского обряда, к которому принадлежит большинство православных, где Мария почитается как «достойнейшая херувимов и несравненно славнейшая серафимов», «Пресвятая, пречистая, преблагословенная и прославленная Богородица и Приснодева Мария».
Конституция II Ватиканского Собора Lumen Gentium констатирует: 

«… у Святых Отцов возобладал обычай называть Богородицу Всесвятой и от всякой скверны греха предохранённой, как бы образованной Святым Духом и созданной как новое творение».
 При этом документ ссылается на труды святых Германа Константинопольского, Анастасия Антиохийского, Андрея Критского и Софрония.
Иоанн Мейендорф в «Византийское богословие. Догматические Вопросы» пишет:

«Единственным византийским богословом, бесспорно понявшим и принявшим западное представление как о первородном грехе, так и учение о непорочном зачатии, был Геннадий Схоларий (= ок. 1472 г.). „Божественная благодать совершенно освободила Марию, — пишет он, — совершенно, как если бы она была девственно зачата (sic.)… Так как она была совершенно свободна от греховности и наказания прародителей — преимущество, которого она сподобилась единственная из людей, у (нечестивых) мыслей не было никакой возможности проникнуть в Её душу, и она стала святилищем Божества, как по телу, так и по душе.“ — интересные мысли из уст убежденного томиста, отвергающего здесь негативные представления самого Фомы Аквинского. Взгляды Геннадия являют собой характерное для Запада учение о грехе, и в этом предопределяет утверждения позднейших православных богословов, ведь некоторые из них в своей мысли стали следовать категориям западной схоластики».

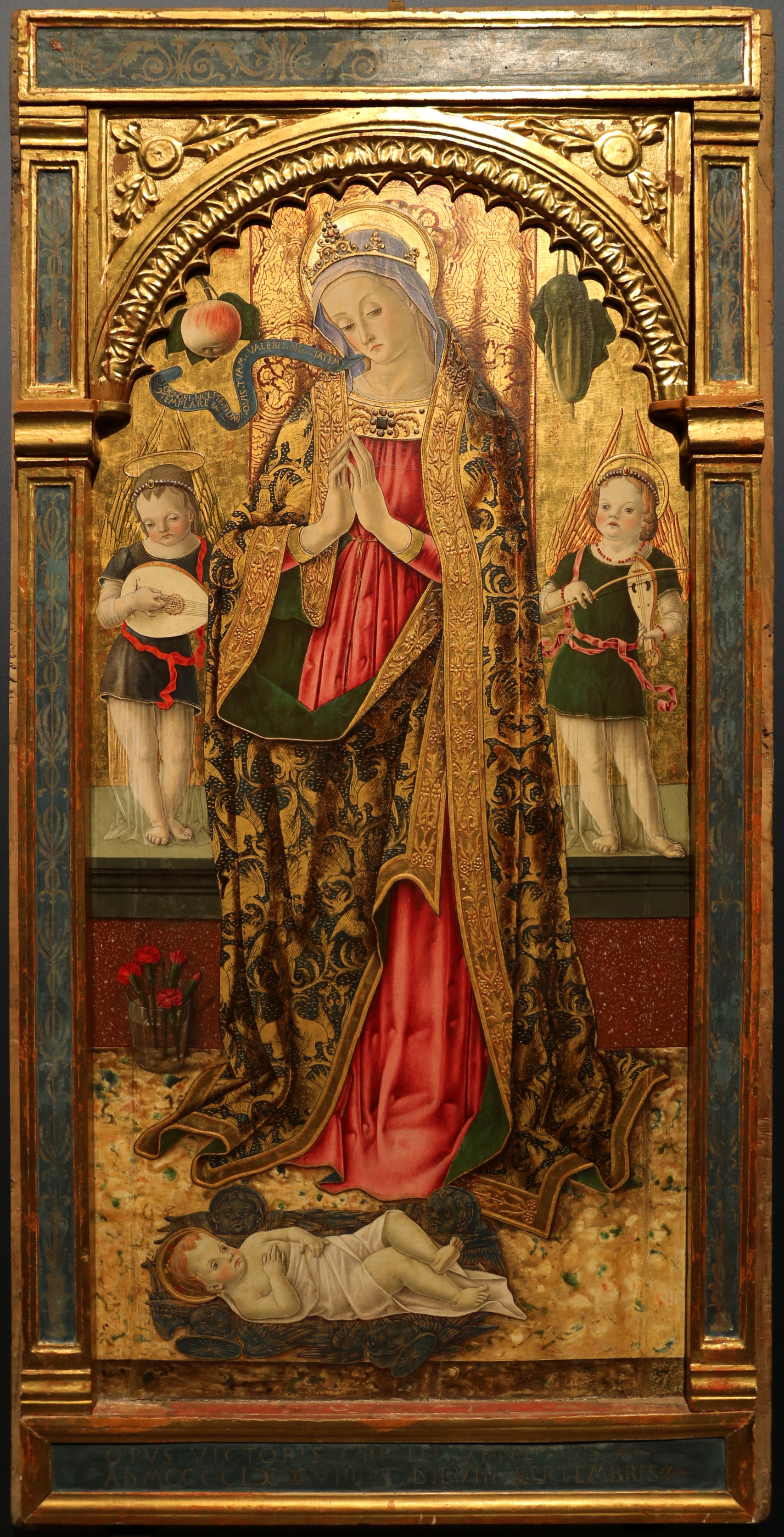
Витторе Кривелли. «Непорочное зачатие» для церкви Святого Фортуната в Фалероне, 8 сентября 1479

Католическая апологеты утверждают, что веру в Непорочное зачатие Девы Марии сохранили старообрядцы (см. далее). Учение о Непорочном зачатии изложил и Симеон Полоцкий в своей книге «Жезл правления», а также Антоний (Радивиловский) в своем сочинении «Огородок Марии Богородицы», Иоаникий (Галятовский) в «Небо нове» и Лазарь (Баранович) в сочинениях: «Меч Духовный» и «Труби словес проводуючих».
Догмат Непорочного зачатия получил дополнительное подтверждение в глазах католиков благодаря Лурдским явлениям 1858 года, когда святая Бернадетта Субиру засвидетельствовала о том, что Дева Мария назвалась «Я — Непорочное зачатие».

## Католическая иконография Непорочного зачатия Девы Марии
Официальная иконография долгое время отсутствовала. В 1479 году художник Витторе Кривелли и приоры города Фалерона, заказавшие ему алтарный образ, создали один из первых её образцов. Картина «Непорочное зачатие» представляет стоящую Мадонну, молящуюся со сложенными руками лежащему на четырёх херувимах младенцу, — образ, очень часто используемый позже, хотя и не превратившийся в обязательный канон. Итальянский искусствовед Джузеппе Каприотти предполагал, что тип стоящей Мадонны, которая молится младенцу-Иисусу со сложенными руками, вероятно, происходит из откровений Бригитты Шведской. Но в устоявшейся иконографии, основанной на этом видении, Мария обычно стоит на коленях, хотя всегда со сложенными руками и с наклонённой головой, а сам этот эпизод обычно происходит в пещере или в хижине. Фон картины составлен из «абсурдных» фигур и символизирует богословскую тайну: неестественный поворот пола, яблоко — символ греха Адама, который искупил Христос, огурец, намекающий на Воскресение, стеклянная ваза с красными гвоздиками, символы соответственно чистоты Мадонны и её любви. Элемент, скрывающий намёк на непорочность зачатия Мадонны, — роспись её мантии, где происходит борьба между драконом с крыльями летучей мыши и летящей на него птицей феникс.

## Отношение вне Католической церкви

### Православие
Догмат о Непорочном зачатии, где утверждается отсутствие первородного греха у Богородицы, а равно и догмат о взятии (вознесении) Богоматери в Небесную Славу с душой и телом (1950) — Православная церковь отвергает, ибо такое учение противоречит концепции всеобщей греховности человеческого рода. 
Окружное послание, изданное в августе 1895 года и подписанное Вселенским патриархом Анфимом VII и Священным синодом, в частности, гласило: 
«<…> 13. Единая, святая, кафолическая и апостольская Церковь семи Вселенских соборов учит только об одном чистом и непорочном зачатии: сверхъестественном воплощении Единородного Сына и Слова Божия от Духа Святаго и Девы Марии. Но папская церковь сорок лет тому назад опять ввела новшество, установив новоявленный догмат о непорочном зачатии Богородицы и Приснодевы Марии, неизвестный древней Церкви, сильно оспариваемый некогда и более выдающимися богословами из папистов.».
Кроме того, Православная церковь не считает Богородицу, как и любого человека (кроме Христа), свободной от личных грехов на протяжении всей её жизни. Учение о том, что любой человек ежедневно грешит в земной жизни, закреплено соборно на Карфагенском соборе, в 129 его каноне, а также во многих богослужебных текстах Православной церкви. Святитель Иоанн Шанхайский, категорически отрицавший непричастность Богоматери как первородному, так и личному греху, писал:

«Учение о безгрешности Богоматери учению православному не только чуждо, но и противно. Имея много свидетельств против себя, оно не имеет никаких за себя».

Непорочное зачатие казалось бы неоднократно упоминается в канонах (богослужении) Православной церкви, к примеру, в каноне Рождеству Пресвятой Богородицы:
Поем святое Твое Рождество, чтим и непорочное зачатие Твое, Невесто Богозванная и Дево: славят же с нами Ангелов чини, и святых души.

Однако, здесь идет речь о непорочном зачатии Христа, а не самой Марии. Тем не менее, среди современных православных богословов иногда присутствуют и противоположные точки зрения. К примеру, епископ Каллист (Уэр) пишет:

«Все православные согласно веруют в то, что Богоматерь свободна от фактического греха. Но свободна ли Она также от первородного греха? Иными словами, согласны ли православные с католической доктриной непорочного зачатия, провозглашенной в качестве догмата папой Пием IX в 1854 г.? Догмат гласит, что Мария с момента Её зачатия матерью, св. Анной, особым действием Бога была освобождена от „всякого следа первородного греха“. Фактически Православная церковь никогда не делала официальных и окончательных заявлений по данному вопросу. В прошлом отдельные православные авторы если не прямо утверждали доктрину непорочного зачатия, то, по крайней мере, были близки к ней, но после 1854 г. подавляющее большинство православных отвергло этот догмат по нескольким причинам. Православные чувствуют, что догмат не является необходимым; они также чувствуют, что в том виде, в каком он был сформулирован Римско-католической церковью, он подразумевает неверное понимание первородного греха; они с подозрением относятся к этому догмату, поскольку он отрывает Марию от прочих потомков Адама, помещает Её в какой-то совершенно иной план, нежели всех других праведных мужей и жен Ветхого Завета. Тем не менее, с православной точки зрения, вопрос относится в целом скорее к области богословских мнений, и если сегодня кто-то из православных почувствует побуждение уверовать в непорочное зачатие, его за это не сочтут еретиком».
Каждый год 9 (22) декабря Православная церковь празднует Зачатие праведною Анною Пресвятой Богородицы.

### Старообрядчество
В ранней старообрядческой литературе содержатся идеи о том, что Богородица не имела на себе скверны первородного греха, и утверждения, что это учение изменено реформой патриарха Никона. К примеру, в «Грамоте старообрядческого священника Никиты Добрынина к царю Алексею Михайловичу», написанной против мнения о наличии прародительного греха в Богородице в книге «Скрижаль», говорится:

«… И паки о Пресвятой Богородице напечатано сице: …скверна прародительная бяша в Ней. И то, государь, напечатано от еретик, понеже бо Пресвятая Богородица из чрева матерьня освящена и Богу в жилище проуготованна, а Дух Пресвятый осени ю к зачатию Слова Божия, а не от скверны очисти, и о сем пространно писано…
Да о Пресвятей же Богородице в той никонове книге напечатано, …совершенно вопреки Божественному писанию, еже есть сице: …Святому Духу пришедше на ню, и очистившу словом архангела Гавриила. Зане скверна прародителная бяша в ней. И то, государь, напечатано на Пречистую и Приснодевственную Богоматерь от лжетворные еретические хулы. Понеже Дух Святый на Пречистую Богородицу сниде и осени ю к зачатию Сына Божия, а не скверны очисти.

…И ныне, великий государь, боимся тогоже, чтоб нам тою никониянскою книгою не прогневати премилостивыя своея и превеликия заступницы, Пресвятыя Богородицы, о нейже живем и всю надежду на ню полагаем в нынешнем и будущем веке, аминь».

Это учение долго сохранялось среди части старообрядцев. В 1841 году инок Павел Белокриницкий написал Устав для монастыря в Белой Кринице, который был принят в обители. В Уставе записано: 
… сию преблагословенную владычицу нашу Богородицу и Приснодеву Марию, от семени чистаго и еще прежде зачатия ея предочищеннаго и освященнаго. Тем убо сия (Богородица) едина от родов предъизбранная и от пророк пронареченная, содетеля всего мира мати, не только отнюдь первородныя скверны бысть непричастна, но даже вся яко небо чиста и добра зело пребысть

В 1846 году греческий митрополит Амвросий (Паппа-Георгополи) подписал Устав Белокриницкого монастыря и был принят в старообрядчество. Впоследствии под влиянием критики со стороны как деятелей Российской Православной Церкви, так и самих старообрядцев вопрос о непорочном зачатии поднимался среди белокриницких старообрядцев, например, это сделал в своей работе епископ Арсений (Швецов), канонизированный в ранге святителя в РПсЦ, признававший правоту догмата о Непорочном зачатии Богородицы, но отмечавший неправомерность его принятия Католической Церковью:
Приснодевая … быв предочищена Духом, стала высшею небес и чищшею светлостей солнечных … Мы же не усомнимся исповедать, что предочищение … окончательно совершилось боговестием ангела Иоакиму и Анне
В настоящее время в старообрядчестве нет чёткого учения о Непорочном зачатии.

### Старокатолицизм
Старокатолицизм не отрицает возможность веры в Непорочное зачатие Девы Марии, однако не принимает эту доктрину в качестве общеобязательного догмата, поскольку отвергает как таковой принцип папской безошибочности, в силу которого этот догмат был провозглашён.

### Протестантизм
Большинство протестантов отвергают доктрину о Непорочном зачатии Девы Марии, поскольку они не рассматривают развитие догматического богословия вне библейской экзегетики, а данная доктрина не имеет прямых и однозначных обоснований в Библии. Кроме того, догмат о Непорочном зачатии отторгается протестантами, так как приводит их к неприемлемому для них выводу о том, что не все согрешили.

## Праздник Непорочного зачатия Девы Марии
Праздник Непорочного зачатия отмечается 8 декабря и имеет высший статус в иерархии католических праздников — торжества.
В некоторых странах день объявлен нерабочим, в частности: Андорра, Аргентина, Австрия, Ватикан, Венесуэла, Восточный Тимор, Испания, Италия, Колумбия, Лихтенштейн, Макао, Мальта, Монако, Никарагуа, Парагвай, Перу, Португалия, Сан-Марино, Сейшельские острова, Чили, Швейцария (частично), Экваториальная Гвинея.